# 기타이시카촌
기타이시카촌(北石加村)은 미에현 이나베군에 있던 촌이다. 현재의 이나베시에 해당한다.

## 역사
- 1889년 4월 1일 - 정촌제 시행에 의해 이나베군 기타이시카촌이 성립하였다.
- 1907년 4월 1일 - 미나미이시카촌과 합병해 이시구레촌이 성립하였다.

## 참고문헌
- 角川日本地名大辞典 24 三重県